# 2008年北京オリンピックのインドネシア選手団
2008年北京オリンピックのインドネシア選手団（2008ねんペキンオリンピックのインドネシアせんしゅだん）は、2008年8月8日から8月24日にかけて中国の北京を主として開催された2008年北京オリンピックのインドネシア選手団、およびその競技結果。

## 概要
今大会は金メダル1個、銀メダル1個、銅メダル4個の合計6個のメダルを獲得した。

## メダル
| メダル | 選手名                                    | 競技                 | 種目           |
| ------ | ----------------------------------------- | -------------------- | -------------- |
| 金     | マルキス・キド ヘンドラ・セティアワン     | バドミントン         | 男子ダブルス   |
| 銀     | リリヤナ・ナトシール ノバ・ウィディアント | バドミントン         | 混合ダブルス   |
| 銅     | エコユリ・イラワン                        | ウエイトリフティング | 男子56kg級     |
| 銅     | トリヤトノ                                | ウエイトリフティング | 男子62kg級     |
| 銅     | ラエマ・リサ・ルンベワス                  | ウエイトリフティング | 女子53kg級     |
| 銅     | マリア・クリスティン・ユリアンティ        | バドミントン         | 女子シングルス |